# Robert von Langer
 (juin 2025).
Robert von Langer, né le 9 mars 1783 à Düsseldorf et décédé le 6 octobre 1846 à Haidhausen, est un peintre prussien.

## Biographie
Robert Langer, fils et élève de Johann Peter von Langer, visite Paris et l'Italie avec son père, est professeur à l'Académie des beaux-arts de Munich en 1806, il occupe le poste de Secrétaire Général de l'Académie à partir de 1820, est directeur du Cabinet Royal des dessins en 1827 et directeur de la Galerie Centrale en 1841.

## Œuvres
- Une série de dessins à la plume pour la Divine Comédie de Dante ;
- Une série de 8 peintures dans l'église de l'hôpital général de Munich représentant les sept œuvres de Miséricorde sur l'autel du Christ qui guérit les aveugles et les boiteux ;
- Une déposition du Christ dans la Frauenkirche de Munchen ;
- François d'Assise dans une église franciscaine.

Comme son père, il reste sous l'emprise d'une tradition classique méconnue mais beaucoup de ses compositions témoignent d'un idéal de beauté et de pureté du dessin.